# Чалмерс, Логан
Логан Пол Чалмерс (англ. Logan Paul Chalmers; 24 марта 2000, Данди) — шотландский футболист, нападающий клуба «Данди Юнайтед».

## Клубная карьера
Начал играть в футбол в академии клуба «Данди Юнайтед» в десятилетнем возрасте. Кроме того, занимался в школе Шотландской футбольной ассоциации при Римско-католической старшей школе святого Джона в Данди. Первый свой профессиональный контракт с клубом подписал в 2016 году. Дебютировал за первую команду 23 июля 2017 года в домашнем матче Кубка шотландской лиги с «Кауденбитом». Первый гол за клуб забил 7 октября в 1/8-финала Шотландского кубка вызова с «Линфилдом». В Чемпионшипе впервые сыграл 23 декабря в домашнем матче с «Ливингстоном». Первый гол в чемпионате забил 28 октября 2019 года в домашнем матче с «Гринок Мортон».
В январе 2020 года отправился в аренду в «Арброт» до конца сезона. Дебютировал 18 января в домашнем матче Кубка Шотландии с «Фалкирком». Единственный раз за клуб вышел в лиге 21 января в гостевом матче с «Аллоа Атлетик».
Сезон 2020/21 и начало сезона 2021/22 провёл с родным клубом в Премьершипе, куда клуб вернулся четыре года. В высшем дивизионе дебютировал 1 августа в домашнем матче с «Сент-Джонстоном», выйдя на замену Джейми Робсону на 90-й минуте. В октябре получил травму лодыжки, из-за чего до весны не появлялся на поле. Также 7 августе 2021 года в домашнем матче с «Рейнджерс» получил травму колена, из-за чего месяц не играл.
21 января 2022 года перешёл в клуб Чемпионшипа «Инвернесс» на правах аренды до конца сезона. Дебютировал на следующий день в гостевом матче с «Данфермлин Атлетик». Первыми голами отметился 19 марта в гостевом матче с «Рэйт Роверс», оформив дубль и принеся победу своей команде. В апреле на протяжении трёх матчей подряд отмечался забитым мячом.
Несмотря на успешный сезон (Чалмерс стал третьим бомбардиром «Инвернесса» в прошедшем сезоне Чемпионшипа и лучшим в пересчёте гол на минуты), игрок не сыграл ни одного матча за «Юнайтед» в сезоне 2022/23: в июле футболист получил травму подколенного сухожилия, выведшую его из строя более чем на два месяца, а в сентябре он был отправлен в аренду в «Эр Юнайтед». Дебютировал 1 октября в домашнем матче против своей предыдущей команды. Первый гол забил в 25 октября в ворота «Партик Тисл» на «Сомерсет Парк».
14 января 2023 года игрок был отозван из аренды на фоне слухов о трансфере в Англию. Спустя два дня игрок присоединился к клубу Лиги 2 «Транмир Роверс» на правах аренды до конца сезона. Дебютировал 28 января в домашнем матче с «Лейтон Ориент».

## Карьера в сборной
Единственный матч за сборную до 17 лет сыграл 3 августа 2016 года против сборной Чехии.
За сборную до 21 года дебютировал 13 октября 2020 года в гостевом матче отбора к молодёжному чемпионату Европы 2021 со сборной Сан-Марино.